# La batalla de Cascina
La batalla de Cascina és un fresc dissenyat per Miquel Àngel per al Palazzo Vecchio de Florència. Va fer només el cartró, que va ser destruït i és conegut per una còpia realitzada per Bastiano da Sangallo.

## L'encàrrec
El 1503, la Senyoria de Florència va idear una gran decoració per a la Sala del Consell (actualment Sala del Cinquencento) del Palazzo Vecchio. La república havia succeït al regnat de Llorenç el Magnífic i a la tirania de Savonarola. Per tant, per competir amb el patrocini dels Mèdici, i glorificar la grandesa i el poder de Florència, va encarregar a Leonardo da Vinci un fresc celebrant la batalla d'Anghiari i la victòria sobre els milanesos, i un altre a Miquel Àngel, de la batalla de Cascina i la victòria sobre els pisans.
Miquel Àngel acabava de triomfar amb la seva gegantina estàtua de David. Ell va instal·lar el seu taller a l'Hospital dei Tintori de San'Onofrio. Sabem que el 31 d'octubre de 1504, els cartrons ja s'havien previst. Va treballar allà fins a la seva partida cap a Roma el 1505 i acabant al seu retorn a Florència el 1506. Al maig de 1506, Leonardo da Vinci va deixar Florència per anar-se'n a Milà, abandonant, sense acabar, la Batalla d'Anghiari. Al mateix temps, Miquel Àngel també va abandonar la Batalla de Cascina, i se'n va anar a Bolonya, on va treballar durant dos anys a l'estàtua del papa Juli II, que havia de posar-se a la façana de San Petronio.L'estàtua fou destruïda el 1511 per la població de Bolonya,

## El tema
Entre 1362 i 1364 una guerra, enfronta als florentins comandats per Galeotto Malatesta, i als pisans amb Giovanni Acuto al capdavant. El 28 de juliol de 1364, els soldats florentins i els seus dirigents, aclaparats per la calor, es banyen en el riu Arno, quan són sorpresos pels soldats pisans. Però Manno Donati, un comissionat de Florència, va aconseguir de donar l'alarma. Els florentins reaccionen contraatacant l'acció d'Acuto, i capturen nombrosos soldats pisans.
Va demostrar aquí Miquel Àngel el seu gran domini del nu, junt amb el moviment dinàmic i de creació fins a exhaurir totes les possibilitats expressives amb gran varietat de tècniques, contornejades amb carbó, d'altres, amb traços forts, esfumades i il·luminades amb guix. Per exemple, al Nu d'esquena de la casa Buonarroti de Florència, es copsen els perfils amb traços gruixuts i els traços de les ombres en reticle.
L'elecció de La batalla de Cascina per decorar la Sala del Consell era provocat per aprofitant la treva entre França i Espanya i la captura de Cèsar Borja, Florència va haver de llançar aquest mateix any 1504 una nova campanya militar contra Pisa. El tema del mural mostra la determinació de la Signoria per finalment vèncer els pisans.
Per la seva partida a Roma cridat pel papa Juli II, l'artista no va passar de l'execució dels cartrons. El fresc realitzat per Leonardo da Vinci, a la sala del Consell, la Batalla d'Anghiari, es va destruir poc temps després i només és conegut per una còpia de la part central realitzada per Rubens. Curiosament, existeix també una còpia de la part central de la Batalla de Cascina feta per Bastiano da Sangallo.

## Posteritat
Els cartrons de Miquel Àngel i Leonardo da Vinci van ser exposats, un a l'habitació del Papa de l'hospital de Santa Maria Novella, i l'altre al Palau Mèdici (actualment el Palau Mèdici-Riccardi). Benvenuto Cellini ho evoca a les seves memòries: "Mentre van romandre intactes, van ser l'escola del món." Vasari escriu:
| «               | Quan van veure aquest esbós els altres artistes van quedar rendits d'admiració i atònits, perquè era una revelació del cim que l'art del dibuix podia assolir. Aquells que han vist aquestes inspirades figures declaren que mai han estat superades per cap artista, ni tan sols per Miquel Àngel mateix i que ningú, mai, aconseguirà d'assolir aquesta perfecció. | » |
| — Vasari, 1550. | |   |

L'any 1515, durant una visita a Florència del papa Lleó X, es van realitzar decoracions per tota la ciutat basades a la Batalla de Cascina sobre el projecte de Miquel Àngel, és probable que el cartó fos partit i lliurat a diferents artistes perquè ho copiessin i així adornessin la població per a la rebuda del papa. Al Museu Britànic i a la col·lecció dels Uffizi, es conserven estudis sobre figures individuals d'aquest esbós de Miquel Àngel.